# レースオオトカゲ
レースオオトカゲ（Varanus varius）は、有鱗目オオトカゲ科オオトカゲ属に分類されるトカゲ。オオトカゲ属の模式種。別名レースモニター。

## 分布
オーストラリア（クイーンズランド州南東部、メインバリア山脈周辺を除くニューサウスウェールズ州、ビクトリア州、南オーストラリア州のフリンダース山脈周辺）
模式産地はニューサウスウェールズ州。

## 形態
全長オス150 - 180センチメートル、メス120 - 150センチメートル。体重3.6 - 4.5キログラム。体色は暗灰色や黒褐色で、黄色の斑点が横帯状に入るが、地域変異が大きい。ニューサウスウェールズ州の個体群は喉や明色斑が青みがかる個体が多い。
孵化直後の幼体は全長28センチメートル。成長に伴い、体色は黒ずむ。

## 生態
熱帯雨林やサバナ内にある森林など様々な環境に生息する。都市部周辺にも生息する。地表でも樹上でも活動するが、樹上棲傾向が強く幼体ではより顕著。危険を感じると木を螺旋状に登って逃げる。追いつめられると口を開けて唸り声をあげたり、後肢で直立し威嚇することもある。
哺乳類、鳥類やその卵・雛、爬虫類、昆虫、同種も含む動物の死骸などを食べる。
繁殖様式は卵生。メスを巡ってオス同士では噛みつく・引っ掻く・儀式的なとっくみあい（コンバット行動・コンバットダンス）をするなどして激しく争い、この争いにより命を落とすこともある。オスは頸部を振りながらメスに近づき、メスの体側面を舌で刺激してからメスの上に乗り交尾を迫る。シロアリの蟻塚などに1回に6 - 12個の卵を産み、産卵後にシロアリが活動して穴を塞ぐ。卵は6 - 8週間で孵化する。母親が塞がった穴を再び開けて幼体を外へ出すとされる。

## 画像

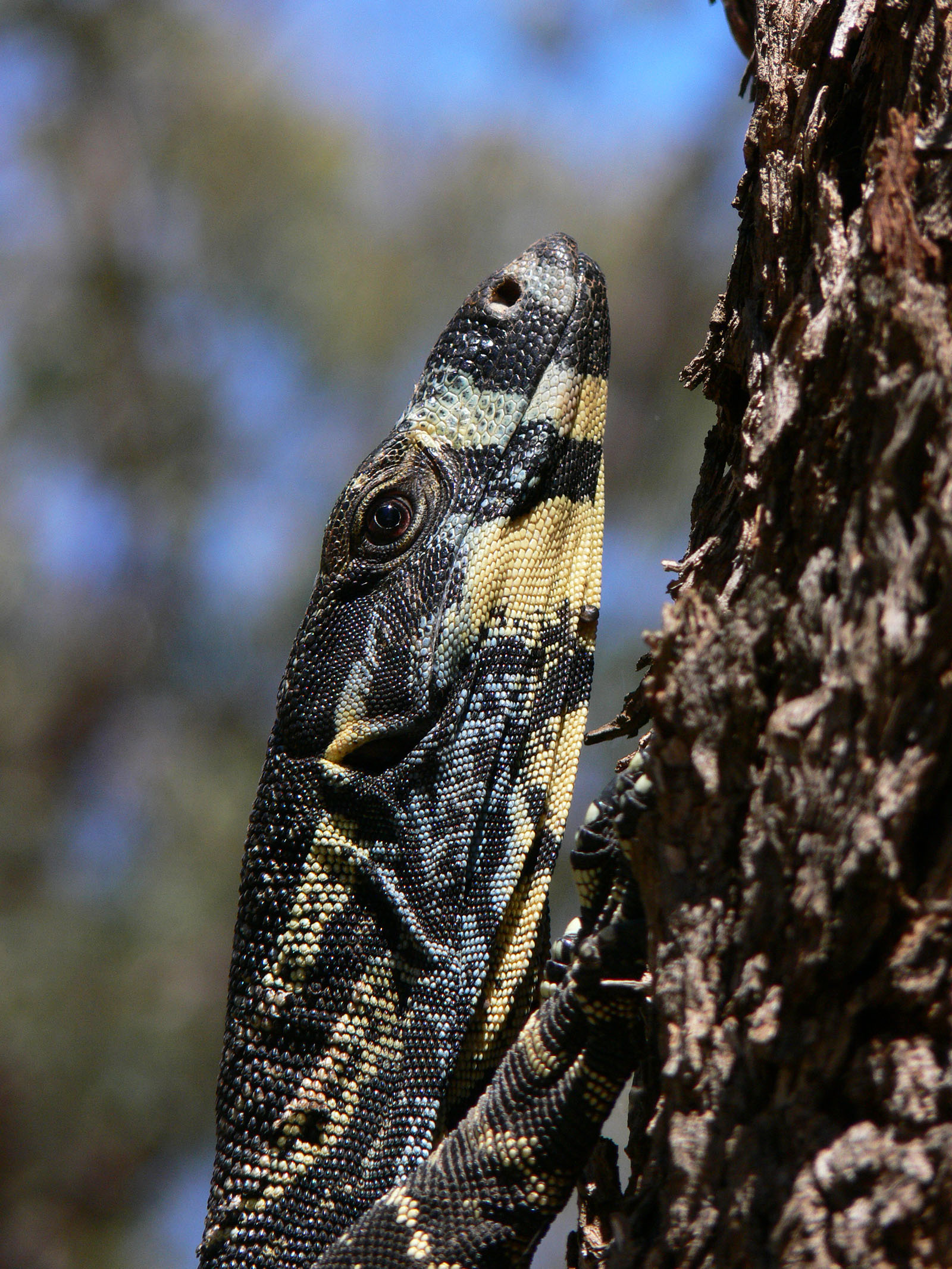
喉が青みがかった個体
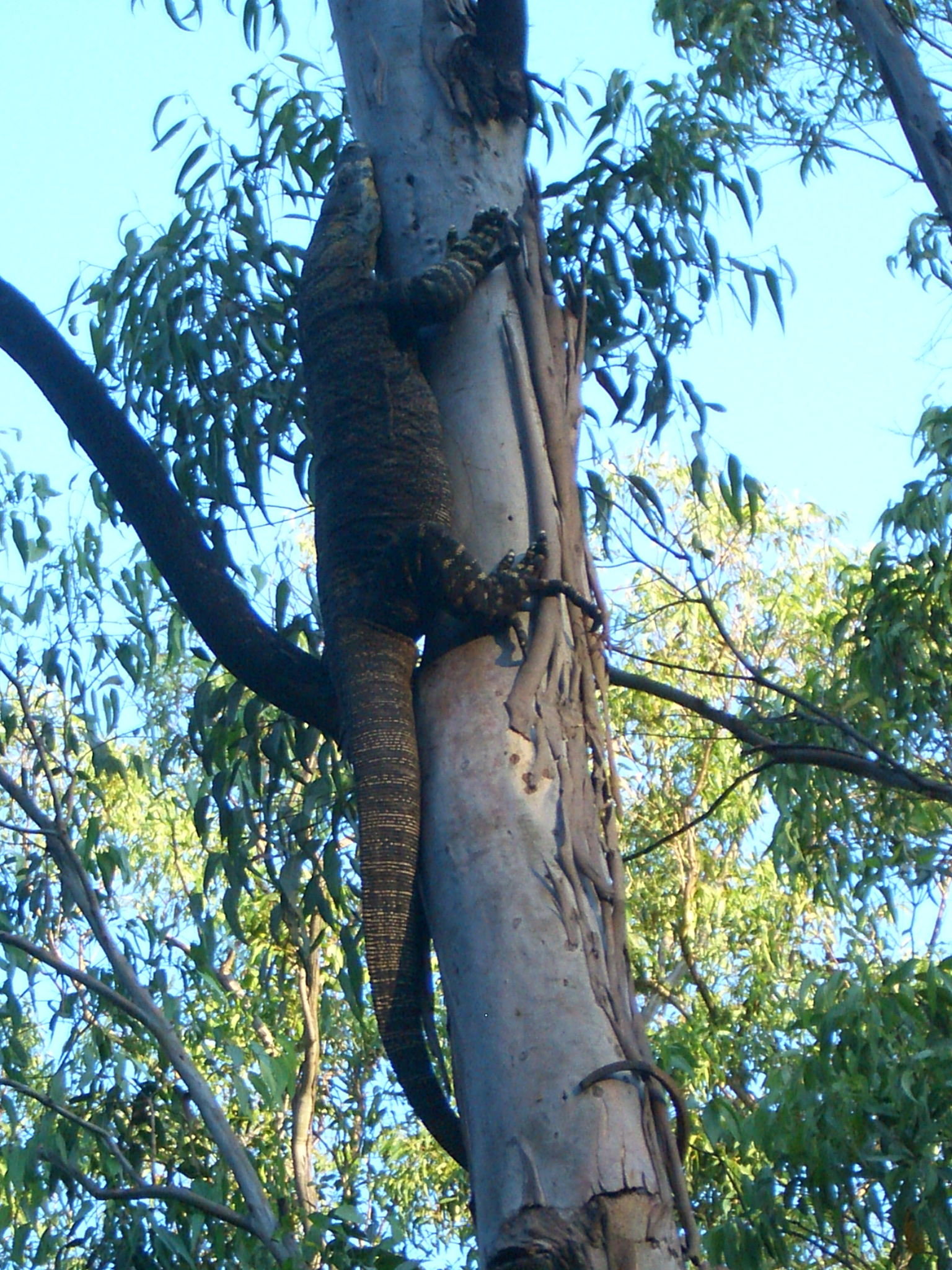
木に登る個体
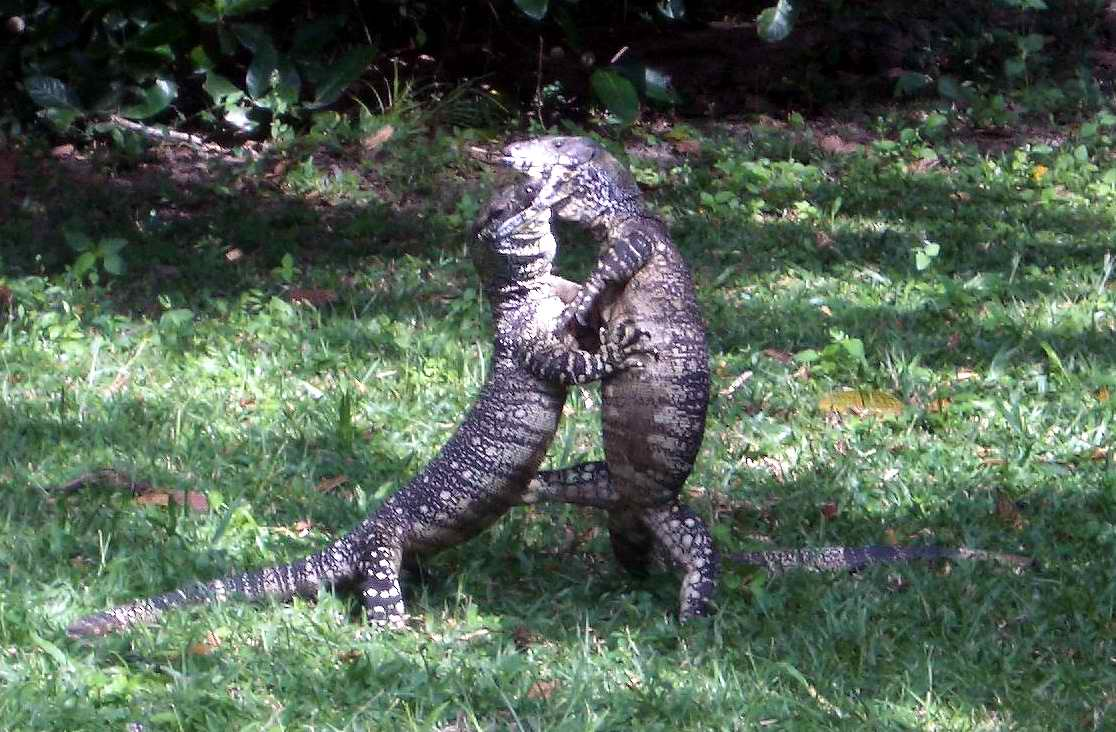
ボクシング